# Український Національний Аероклюб
Український Національний Аероклюб ("УНА”)  — об’єднання спілок авіафахівців у часи існування УНР. Його метою визначалися “охорона і розвиток авіації”. Для досягнення цієї мети Аероклуб мав улаштовувати наукові й спортивні польоти, повітряний зв’язок, наукові ради, виклади й зібрання, засновувати бібліотеку і періодичний орган, авіафахові школи, присуджувати почесні дипломи та відзнаки за особливі заслуги перед авіацією взагалі й українською зокрема.

### Структура
Статут УНА виробила спеціальна комісія у січні 1920 р. (голова – К. Голіцинський, секретар – І. Жарський).
Члени УНА поділялися на почесних (обрані Радою Аероклубу за особливі заслуги перед авіацією або УНА), членів-фундаторів (особи, що пожертвували для клубу вартість одного літака), дійсних членів (особи не молодші 18 років, що працюють в авіації) та членів-співучасників або співчуваючих членів (всі особи, які цікавляться авіацією). На чолі УНА стояли Президент, два Віце-Президенти і Рада (від 5 до 12 осіб). В статуті згадуються також посади Секретаря, Скарбника й Завідувача польотів. Останній відповідав за все технічне майно Аероклубу та вів технічний обрахунок.

### Історія
Керівництво Аероклубу прагнуло легалізації з боку влади Української Народної Республіки. Так, 29 квітня 1921 р. Президент УНА Гасенко Юрій звернувся до Голови Директорії і Головного Отамана Військ УНР Симона Петлюри. У відповідному листі повідомлялося про заснування організації. Зазначалося, зокрема, що Аероклуб перебуває у зв’язку з іншими аероклубами світу, а після легалізації має бути прийнятий до Інтернаціональної Повітрової Організації в Парижі. З огляду на це Гасенко Юрій просив видати наказ про легалізацію УНА “по приміру иньших держав світу, де Аероклюби являються офіціозними установами під доглядом і підмогою яких знаходиться вся авіація держав”. До листа додавався примірник статуту. 2 травня 1921 р. на листі з’явилася власноручна резолюція Симона Петлюри: “Голові Ради Міністрів. На висновок Ради Міністрів. Прошу прикликати до висновків в цій справі Ген. Хор. Вікт Павленка, як знавця справи”.
6 травня 1921 р. Голова Ради Народних Міністрів В'ячеслав Прокопович надіслав статут УНА й листування генерал-хорунжому Віктору Павленку з проханням дати свій висновок. Зберігся лист ТВО Військового Міністра і Командуючого армією генерал-хорунжого Марко Безручка від 11 червня 1921 р. до Голови Ради Міністрів. На думку керівника військового відомства, затвердження статуту Аероклубу виглядало несвоєчасним “з приводу самої мінімальної у нас кількости льотників і майже повної відсутности авіаційних машин”. В доповіді Голові Директорії від 18 червня 1921 р. Голова Ради Міністрів писав: “п. Військовий Міністр, і п. ген. Павленко вважають в даний момент легалізування аероклюбу як офіційної установи несвоечасним, а зараз всі льотники повинні гуртуватись коло авіаційної військової частини в Бідгощі”.